# Pasolinis tolldreiste Geschichten
Pasolinis tolldreiste Geschichten (Original: I racconti di Canterbury) ist ein Film des italienischen Regisseurs Pier Paolo Pasolini aus dem Jahr 1972. Der Film ist eine Adaption von acht Geschichten aus den Dichtungen Canterbury Tales von Geoffrey Chaucer. Er wurde in Deutschland unter dem Titel Canterbury Tales auf DVD veröffentlicht.

## Handlung
Der Film besteht aus acht Erzählungen, die von einem Prolog eingeleitet werden. In diesem befindet sich Chaucer (dargestellt von Pasolini) mit anderen Pilgern auf der Reise nach Canterbury. Beim Wandern erzählen die Männer und Frauen, vom Schriftsteller angeregt, die üblichen Geschichten von Ehebruch, Familienstreit, von wollüstigen Wünschen und Zank zwischen listigen Priestern und naiven Klosterschwestern.

## Kritik
Wolfram Schütte sieht Pasolini auf seinem künstlerischen Tiefpunkt, da der Film stilistisch noch uneinheitlicher, noch konfuser erzählt und primitiver montiert sei als sein Decameron. Der Filmdienst sah Pasolini mit diesem Film auf der Ebene von Brummer und Genossen. Auch das Lexikon des internationalen Films urteilte: „Von allen Teilen der Trilogie erfüllt dieser am wenigsten den Anspruch, mit den Mitteln des Unterhaltungskinos politische und emanzipatorische Inhalte zu transportieren.“

## Hintergrund
Im zweiten Teil der Trilogie des Lebens, an den Originalschauplätzen in Südengland gedreht, kommt zur Zurschaustellung des erotischen Spiels die Dimension der Schuld und der Verworfenheit des Menschen hinzu. Der Teufel spiegelt sich beispielsweise in einer der Geschichten in der Niedertracht der Menschen. In einer Szene hat Pasolini eine Hommage an den britischen Filmkomiker Charlie Chaplin eingebaut, dessen Tochter Josephine die Kaufmannsbraut May spielt.
Die anderen beiden Filme der Trilogie sind Decameron von 1970 und Erotische Geschichten aus 1001 Nacht aus dem Jahre 1974.

## Preise
Bei den Internationalen Filmfestspielen 1972 in Berlin gewann der Film den Goldenen Bären.